# Chính sách thị thực của Peru

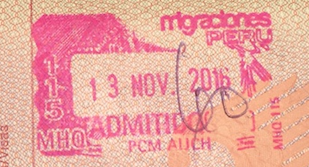
Dấu nhập cảnh Peru

Du khách đến Peru phải xin thị thực từ một trong những phái vụ ngoại giao trừ khi họ đến từ một trong những quốc gia được miễn thị thực.

## Bản đồ chính sách thị thực

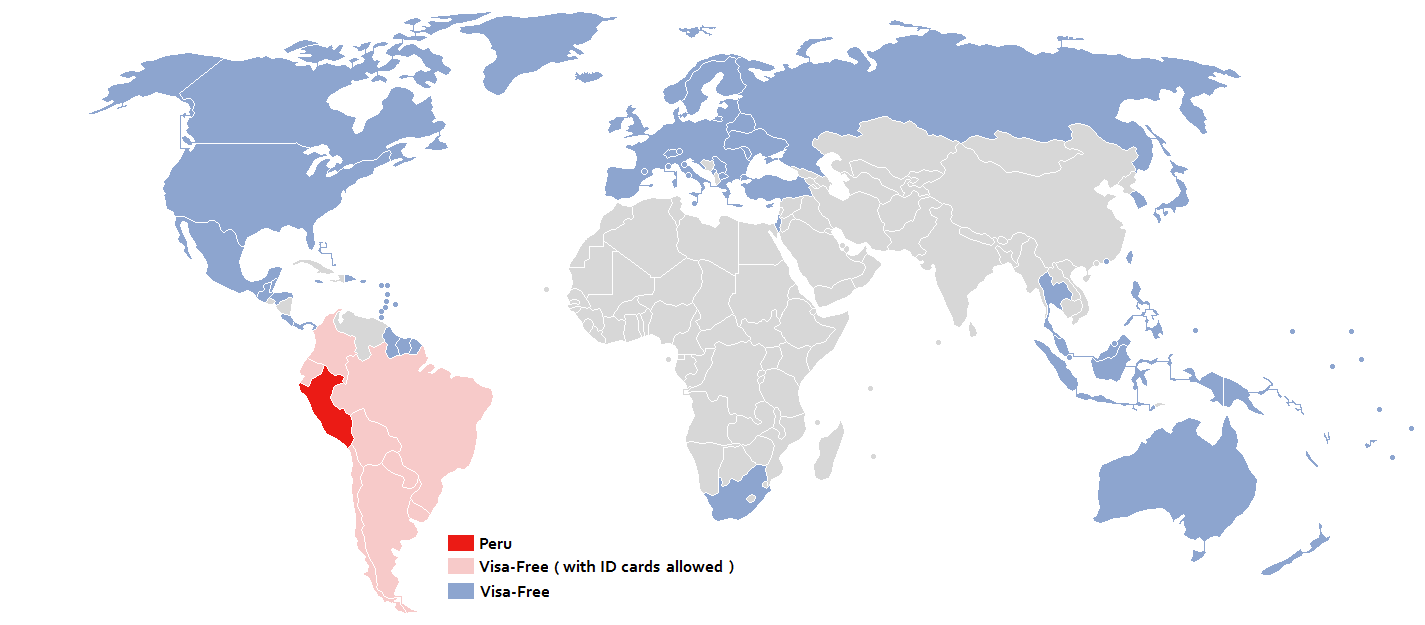
Bản đồ chính sách thị thực Peru

## Chính sách thị thực
Người sở hữu hộ chiếu của một trong 99 vùng lãnh thổ sau có thể đến Peru với mục đích du lịch (trừ khi được nêu rõ) mà không cần thị thực lên đến 183 ngày, (trừ quốc gia thành viên khối Schengen và các nước liên kết mà họ có thể ở lại lên đến 90 ngày trong mỗi chu kỳ 180 ngày, và công dân Costa Rica và Panama có thể ở lại lên đến 90 ngày mỗi lần đến):
| - Tất cả công dân Liên minh Châu Âu B \| - Andorra - Antigua và Barbuda - ArgentinaID - ÚcB - Bahamas - Barbados - Belarus - Belize - BoliviaID - BrasilID, B - BruneiB - CanadaB - ChileID, B - ColombiaID, B - Costa Rica - Dominica - Cộng hòa Dominica - EcuadorID - Fiji - Grenada - Guatemala - Guyana - Honduras - Hồng Kông - Iceland - IndonesiaB - Israel - Jamaica - Nhật BảnB - Kiribati - Liechtenstein - Macau - Macedonia - MalaysiaB - Quần đảo Marshall - MexicoB \| - Micronesia - Moldova - Monaco - Montenegro - Nauru - New ZealandB - Na Uy - Palau - Panama - Papua New GuineaB - ParaguayID - PhilippinesB - NgaB - Saint Kitts và Nevis - Saint Lucia - Saint Vincent và Grenadines - Samoa - San Marino - Serbia - SingaporeB - Quần đảo Solomon - Nam Phi - Hàn QuốcB - Suriname - Thụy Sĩ - Đài Loan - Thái LanB - Tonga - Trinidad và Tobago - Thổ Nhĩ Kỳ - Tuvalu - Ukraina - Hoa Kỳ - UruguayID - Thành Vatican - VenezuelaID \| \| | |  |
| - Andorra - Antigua và Barbuda - ArgentinaID - ÚcB - Bahamas - Barbados - Belarus - Belize - BoliviaID - BrasilID, B - BruneiB - CanadaB - ChileID, B - ColombiaID, B - Costa Rica - Dominica - Cộng hòa Dominica - EcuadorID - Fiji - Grenada - Guatemala - Guyana - Honduras - Hồng Kông - Iceland - IndonesiaB - Israel - Jamaica - Nhật BảnB - Kiribati - Liechtenstein - Macau - Macedonia - MalaysiaB - Quần đảo Marshall - MexicoB | - Micronesia - Moldova - Monaco - Montenegro - Nauru - New ZealandB - Na Uy - Palau - Panama - Papua New GuineaB - ParaguayID - PhilippinesB - NgaB - Saint Kitts và Nevis - Saint Lucia - Saint Vincent và Grenadines - Samoa - San Marino - Serbia - SingaporeB - Quần đảo Solomon - Nam Phi - Hàn QuốcB - Suriname - Thụy Sĩ - Đài Loan - Thái LanB - Tonga - Trinidad và Tobago - Thổ Nhĩ Kỳ - Tuvalu - Ukraina - Hoa Kỳ - UruguayID - Thành Vatican - VenezuelaID |  |

ID - có thể qua biên giới với thẻ căn cước hoặc hộ chiếu.

B - có thể đến mà không cần thị thực với mục đích công tác.
Công dân của  Trung Quốc và  Ấn Độ mà có thị thực với hiệu lực còn hơn 6 tháng hoặc một giấy phép cư trú vĩnh viễn được cấp bởi Úc, Canada, Vương quốc Anh, Hoa Kỳ và các quốc gia thành viên khối Schengen được miễn thị thực với khoảng thời gian ở lại tối đa lên đến 180 ngày trong mỗi chu kỳ 6 tháng.
Người sở hữu hộ chiếu ngoại giao, công vụ không cần xin thị thực.

## Thẻ đi lại doanh nhân APEC
Người sở hữu hộ chiếu được cấp bởi các quốc gia sau mà có Thẻ Đi lại Doanh nhân APEC (ABTC) có mã "PER" ở mặt sau có thể đến Peru công tác không cần thị thực lên đến 90 ngày.
ABTC được cấp cho công dân của:
| - Úc - Brunei - Chile - Đài Loan - Hàn Quốc - Hồng Kông - Indonesia - Malaysia - Mexico | - Nhật Bản - Nga - New Zealand - Papua New Guinea - Philippines - Singapore - Thái Lan - Trung Quốc - Việt Nam |  |